# Châtillon-sur-Marne
Châtillon-sur-Marne település Franciaországban, Marne megyében. Lakosainak száma 621 fő (2022. január 1.). Châtillon-sur-Marne Cuisles, Anthenay, Baslieux-sous-Châtillon, Mareuil-le-Port, Œuilly, Vandières és Cœur-de-la-Vallée községekkel határos.

## Népesség
A település népességének változása:
| Lakosok száma | 697  | 714  | 791  | 668  | 645  | 638  | 629  | 618  | 621  |
|               | 2013 | 2015 | 2016 | 2017 | 2018 | 2019 | 2020 | 2021 | 2022 |